# مقارنة بين برمجيات بروتوكول نقل الملفات عميل
الجداول التالية مقارنة المعلومات العامة والفنية لعدد من بروتوكول نقل الملفات للجهاز عميل وللأجهزة الأحرى ذات الصلة التي تستخدم بروتوكولات نقل الملفات الأخرى، وتعتمد المقارنات على الإصدارات المستقرة دون أي إضافات (add-ons) أو ملحقات (extensions) أو برامج خارجية (external programs) ما لم ينص على خلاف ذلك في ملاحظات (هوامش أسفل كل جدول).

## البرمجيات الحرةوالمفتوحة المصدر
| Client        | المبتكر                                            | أول تاريخ للنشر العام | أحدث نسخة مستقرة                                                  | ترخيص البرمجيات                       | نسخ الملفات في حدود 2 GB limit | Interface                                 |
| ------------- | -------------------------------------------------- | --------------------- | ----------------------------------------------------------------- | ------------------------------------- | ------------------------------ | ----------------------------------------- |
| كورل          | Daniel Stenberg                                    | 1998                  | قالب:Latest stable software release/cURL                          | رخصة إم أي تي                         | نعم                            | واجهة سطر الأوامر                         |
| Cyberduck     | David V. Kocher                                    | 2001                  | 4.6.1 18 ديسمبر 2014                                              | رخصة جنو العمومية                     | نعم                            | واجهة مستخدم رسومية                       |
| فايلزيلا      | Community                                          | 2001 (January)        | قالب:Latest stable software release/FileZilla Client              | رخصة جنو العمومية                     | نعم                            | واجهة مستخدم رسومية                       |
| فاير إف تي بي | Mime Čuvalo                                        | 2004 (September)      | قالب:Latest stable software release/FireFTP                       | رخصة موزيلا العمومية 1.1, Charityware | نعم (since version 2.0.5)      | فايرفكس مرفق (موزيلا)                     |
| Fugu          | University of Michigan Research Systems Unix Group | 2003                  | 1.2.0 2 مايو 2005                                                 | رخص بي إس دي                          | ؟                              | واجهة مستخدم رسومية                       |
| gFTP          | Brian Masney                                       | 1998                  | 2.0.19 30 نوفمبر 2008                                             | رخصة جنو العمومية                     | نعم                            | جتك+                                      |
| lftp          | Alexander V. Lukyanov                              | 1996 (August)         | قالب:Latest stable software release/lftp                          | رخصة جنو العمومية                     | نعم                            | واجهة سطر الأوامر                         |
| Macfusion     | Michael Gorbach                                    | ?                     | 2.0.4                                                             | رخص بي إس دي                          | ؟                              | واجهة مستخدم رسومية                       |
| NcFTP         | NcFTP Software Inc.                                | 1991                  | 3.2.5 17 يناير 2011                                               | Clarified الترخيص الفني               | نعم                            | واجهة سطر الأوامر                         |
| net2ftp       | David C. Gartner                                   | 2003 (January)        | 0.98 1 مارس 2013                                                  | رخصة جنو العمومية                     | ؟                              | تطبيق ويب                                 |
| Swish         | Alexander Lamaison                                 | 2007                  | 0.8.2 20 يونيو 2013                                               | رخصة جنو العمومية                     | نعم                            | مستكشف الملفات                            |
| tnftp         | Luke Mewburn                                       | 1999                  | 20151004 4 أكتوبر 2015                                            | BSD                                   | ؟                              | واجهة سطر الأوامر                         |
| وين إس سي بي  | Martin Přikryl                                     | 2000                  | قالب:Latest stable software release/WinSCP                        | رخصة جنو العمومية                     | نعم                            | واجهة مستخدم رسومية and واجهة سطر الأوامر |
| Yafc          | Sebastian Ramacher                                 | 1999                  | قالب:Latest stable software release/yafc - Yet Another FTP Client | رخصة جنو العمومية                     | نعم                            | واجهة سطر الأوامر                         |

## برمجيات مجانيةالملكية
| Client                                                                      | المبتكر                                | أول تاريخ للنشر العام | أحدث نسخة مستقرة              | ترخيص البرمجيات                               | نسخ الملفات في حدود 2 GB limit | Interface                               |
| --------------------------------------------------------------------------- | -------------------------------------- | --------------------- | ----------------------------- | --------------------------------------------- | ------------------------------ | --------------------------------------- |
| Admin Hands                                                                 | ARPAplus                               | 2015                  | 2016.02.01.01 (1 مايو 2015)   | إمتلاكي                                       | نعم                            | أندرويد                                 |
| Ali's FTP Interface                                                         | S. Ali Tokmen                          | 2003                  | 2013.01.20.01 (20 يناير 2013) | No license mentioned, but source is available | ؟                              | تطبيق ويب                               |
| AnyClient                                                                   | JSCAPE                                 | 2008                  | 6.0 14 نوفمبر 2013            | إمتلاكي                                       | نعم                            | Web Interface and واجهة مستخدم رسومية   |
| BitKinex                                                                    | Barad-Dur, LLC.                        | 2003                  | 3.2.2 11 يوليو 2010           | برمجيات مجانية                                | نعم                            | واجهة مستخدم رسومية + واجهة سطر الأوامر |
| مقارنة بين برمجيات بروتوكول نقل الملفات عميل                                | NCH Software                           | 2007                  | 2.52                          | برمجيات مجانية                                | نعم                            | واجهة مستخدم رسومية                     |
| DriveMaker                                                                  | FastNeuron                             | 2012                  | 2.1.75                        | برمجيات مجانية                                | نعم                            | واجهة مستخدم رسومية and Mapped drive    |
| مقارنة بين برمجيات بروتوكول نقل الملفات عميل (free version contains adware) | NCH Software                           | 2007                  | 1.0.7                         | إمتلاكي                                       | نعم                            | مستكشف الملفات                          |
| FTP!                                                                        | syncplify.me                           | 2014 (January)        | 1.0.6.26 14 يناير 2014        | إمتلاكي                                       | نعم                            | واجهة مستخدم رسومية                     |
| FTP Manager Lite                                                            | Deskshare                              | 2012                  | 2.1 (18 مايو 2016)            | برمجيات مجانية                                | نعم                            | مايكروسوفت ويندوز واجهة مستخدم رسومية   |
| FTP Rush                                                                    | Wing FTP Software                      | 2011                  | 2.1.8                         | برمجيات مجانية                                | نعم                            | واجهة مستخدم رسومية                     |
| LeechFTP                                                                    | Jan Debis                              | 1998                  | 1.3 (Discontinued)            | إمتلاكي                                       | لا                             | GUI                                     |
| موزايك (متصفح ويب)                                                          | المركز الوطني لتطبيقات الحوسبة الفائقة | 1993                  | 3.0 (Discontinued)            | إمتلاكي                                       | ؟                              | ؟                                       |
| مقارنة بين برمجيات بروتوكول نقل الملفات عميل                                | Level5Software                         | 2007                  | 6.1                           | إمتلاكي                                       | ؟                              | مايكروسوفت ويندوز واجهة مستخدم رسومية   |
| UploadFTP Free                                                              | Brightek Software                      | 2011                  | 2.0                           | إمتلاكي                                       | نعم                            | واجهة مستخدم رسومية                     |
| FTP Voyager                                                                 | Rhino Software, Inc                    | January, 1997         | 16.1.0.0 (20 أغسطس 2013)      | إمتلاكي                                       | نعم                            | واجهة مستخدم رسومية                     |